# ليونيل بلو
ليونيل بلو (بالإنجليزية: Lionel Blue)‏ هو حاخام وكاتب بريطاني، ولد في 6 فبراير 1930 في حي هكني في لندن في المملكة المتحدة، وتوفي في 19 ديسمبر 2016.

## وصلات خارجية
- ليونيل بلو على موقع IMDb (الإنجليزية)